# Boeing-boeing
Boeing-boeing é uma peça de teatro escrita pelo autor francês Marc Camoletti. A peça estreou em 10 de dezembro de 1960 no Comédie Caumartin, em Paris.
Mostra a trajetória de um casanova da era do jato, que manipulava três amores, três aeromoças de lugares diferentes: França, Estados Unidos da América e Escandinávia.
Em 1991, a peça foi listada no Guinness Book of Records como a peça francesa mais representada no mundo inteiro [carece de fontes?].
Em 1965, a peça foi adaptada para o cinema por Edward Anhalt. O filme foi produzido pela Paramount Pictures, tendo como diretor John Rich, e contou no elenco com os astros Jerry Lewis, Tony Curtis e Thelma Ritter.

## No Brasil
A peça foi traduzida por Elsie Lessa e dirigida por Adolfo Celi. Os cenários e figurinos foram executados por Napoleão Moniz Freire.
O elenco brasileiro contou com a participação de Francisco Cuoco, Eva Wilma, Ilka Soares, Marilia Celi, Jardel Filho, John Herbert, Carminha Brandão e Franciely Freduzeski.

## Em Portugal
Em 2008 foi adaptada por Tozé Martinho e fez digressão pelo país, contando com atores como Isabel Wolmar.

Em 2019 a peça foi adaptada por Paulo Sousa Costa e levada a palco em vários palcos portugueses , contando com António Camelier, Ricardo Castro, Carla Vasconcelos, Marta Melro, Liliana Santos Sofia Grillo,  João Didelet , Sofia Arruda, Carolina Puntel e Cristina Cavalinhos, sob a direcção de Claudio Hochman